# Hamaliivka, Lohvîțea
Hamaliivka (în ucraineană Гамаліївка) este un sat în comuna Tokari din raionul Lohvîțea, regiunea Poltava, Ucraina.

## Demografie
Componența lingvistică a localității Hamaliivka
     Ucraineană (97,42%)
     Alte limbi (0,77%)
Conform recensământului din 2001, majoritatea populației localității Hamaliivka era vorbitoare de ucraineană (97,42%), existând în minoritate și vorbitori de armeană (1,8%).